# Zemsta – opowieść o miłości
Zemsta – opowieść o miłości (chiń. trad. 復仇者之死; pinyin Fùchóu zhě zhī sǐ; ang. Revenge: A Love Story) – hongkoński dreszczowiec z 2010 roku w reżyserii Wonga Ching-Po. Główną rolę w filmie zagrała idolka AV Sola Aoi. Zdjęcia kręcono w Hongkongu, a premiera odbyła się 2 grudnia 2010 roku.

## Fabuła
Światem Kita (Juno Mak), sprzedawcy w sklepie spożywczym, wstrząsa brutalny gwałt dokonany na jego opóźnionej w rozwoju dziewczynie Wing (Sola Aoi) przez grupę policjantów. Mężczyzna szuka zemsty na gwałcicielach.

## Obsada
- Juno Mak jako Chan Kit
- Sola Aoi jako Cheung Wing
- Candy Cheung jako Ling
- Tony Liu jako To Hok-Shun
- Tony Ho jako Kwok Wah
- Siu-Ho Chin jako Jeff

## Nagrody
| Ceremonia                                              | Rok                            | Kategoria | Nominowany | Rezultat | Przy.                                     |      |                                  |               |         |       |
| ------------------------------------------------------ | ------------------------------ | --------- | ---------- | -------- | ----------------------------------------- | ---- | -------------------------------- | ------------- | ------- | ----- |
| Ceremonia                                              | Rok                            | Kategoria | Nominowany | Rezultat | Międzynarodowy Festiwal Filmowy w Moskwie | 2011 | Nagroda dla najlepszego reżysera | Wong Ching Po | Wygrana | [ 3 ] |
| Nagroda Rosyjskich Krytyków Filmowych                  | Zemsta – opowieść o miłości    | Wygrana   | [ 4 ]      |          | Międzynarodowy Festiwal Filmowy w Moskwie | 2011 |                                  |               |         |       |
| Międzynarodowy Festiwal Filmów Fantastycznych w Puchon | Nagroda dla najlepszego aktora | Juno Mak  | Wygrana    | [ 5 ]    |                                           | 2011 |                                  |               |         |       |